# Sutinske Toplice
Sutinske Toplice es un paraje de Croacia en el municipio de Mače, condado de Krapina-Zagorje, sitio de aguas termales que durante los últimos años no ha tenido población permanente.

## Geografía
Se encuentra a una altitud de 190 m s. n. m. a 66,3 km de la capital nacional, Zagreb.

## Demografía
En el censo 2011, el total de población de la localidad fue de 0 habitantes.